# Église Saint Démétrios Bragadiru
L'église Saint Démétrios le Puits de Myrrhe - Bragadiru est un monument arhitectural d'importance nationale, située au centre de la ville de Bragadiru dans la zone métropolitaine de Bucarest.

## Histoire de l'église

Dumitru Bragadiru
Gravure de l' usine, Lettre envoyée à l'Association Internationale pour le progrès de l'hygiène - Bruxelles, 1893
La tombe de Dumitru Bragadiru

L'homme d'affaires Dumitru Marinescu Bragadiru (ro), propriétaire de la plus grande usine d'alcool raffiné de Roumanie, qui a connu un énorme succès pendant la Première Guerre mondiale (en vendant du désinfectant) est celui qui a décidé de construire la nouvelle église dans la cour de l'usine, qui devint plus tard le centre-ville. Après la fin de la guerre, l'Usine Bragadiru devient le plus grand producteur de bière en Roumanie,.
L'église construite en 1899 est située sur le site d'une autre église plus ancienne, de l'époque du grand boyard Alexandru Ghica Scarlat. De son époque, il ne reste qu'une seule inscription votif, en cyrillique, dans lequel Nifon Rusailă, le dernier métropolite d'Ungro-Valachie, est également mentionné. Aujourd'hui, la pierre votive peut être vue dans un pavillon spécialement aménagé dans la cour de l'église.
La peinture de l'église (intérieure et extérieure) a été réalisée par un peintre reconnu de l'époque, Anton Serafim, père du peintre roumain Dimitrie Serafim (en).

Christ Pantocrator, Anton Serafim, 1899

## Histoire du lieu

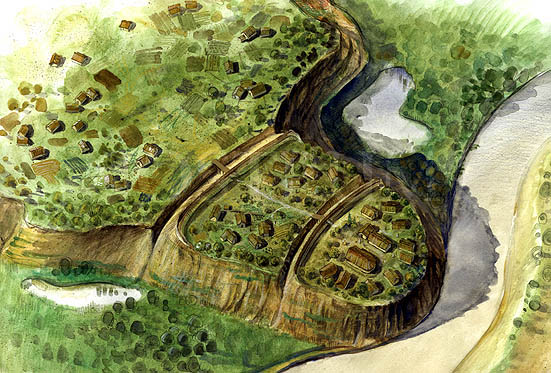
Forteresse d'Argedava
Combattants daces, Colonne Trajane
Vase celtique, acropole d'Argedava, IIe siècle av. J.-C.

Le centre-ville et l'église sont situés à proximité de la forteresse construite par la colonie dace d'Argedava (en), entouré par la rivière Argeș,.
Du fait de l'environnement favorable et de l'élévation du terrain à proximité de cette rivière importante, le secteur de l'église fut habité à partir du Néolithique (estimé entre 12 000 et 6 500 av. J.-C.). C'est l'un des sites les plus anciens connu sur le territoire de la Roumanie. Il y a eu une occupation ininterrompue du lieu pendant le Néolithique attestée par des outils d'époque, l'âge du bronze (1 800-800 av. J.-C.), et l'âge du fer (800 av. J.-C.- 300).

### L'époque dace
L'église est aussi situé dans une zone avec de nombreux vestiges et ruines daces (100 av. J.-C. - 100). Sur la rive gauche de la rivière Ciorogarla, un affluent de l'Argeș, qui entoure la ville et l'église, plus de 15 sites archéologiques ont été identifiés et classés comme monuments nationaux.